# Wildfire Games
 Wildfire Games  é um grupo global de desenvolvedores voluntários de jogos de código aberto , tendo surgido como um  modding team  em 2000 . Suas principais obras são o jogo de código aberto 0 A.D   e sua respectiva engine gráfica Pyrogenesis.